# Junčevići
Junčevići (Servisch cyrillisch Јунчевићи) is een plaats in de Servische gemeente Prijepolje. De plaats telt 301 inwoners (2002).